# Aneura nitida
Aneura nitida är en tvåvingeart som beskrevs av Tonnoir och Edwards 1927. Aneura nitida ingår i släktet Aneura och familjen svampmyggor. Inga underarter finns listade i Catalogue of Life.